# Bâcoza, Cetatea Albă
Bâcoza (în ucraineană Бикоза, transliterat: Bîkoza) este un sat în comuna Mologa din raionul Cetatea Albă, regiunea Odesa, Ucraina.

## Demografie
Componența lingvistică a localității Bâcoza
     Ucraineană (95,83%)
     Rusă (2,78%)
     Română (1,16%)
     Alte limbi (0,23%)
Conform recensământului din 2001, majoritatea populației localității Bâcoza era vorbitoare de ucraineană (95,83%), existând în minoritate și vorbitori de rusă (2,78%) și română (1,16%).